# هاوارد آوتیس
هاوارد آوتیس (انگلیسی: Howard Avedis; با نام اصلی حکمت لبیب آوتیس ۲۵ مهٔ ۱۹۲۷ – ۲۵ اکتبر ۲۰۱۷) کارگردان فیلم، تهیه‌کننده فیلم، مؤلف بود.

حکمت آقانیکیان از ارمنیان عراق بود که در سال ۱۳۸۵ همراه با زنی آلمانی به نام «مارگارت اشتون» به قصد پیدا کردن تهیه‌کننده برای ساختن یک محصول مشترک به ایران آمد. آقانیکیان در لبنان با نام «خدانگهدار» یک شرکت فیلم‌سازی هالیوود» به ثبت رسانده بود و ظاهراً چند فیلم هم از جمله خداحافظ لبنان را ساخته بود.
او هنگام ورود به ایران ادعا کرد که تحصیلات سینمایی دارد و با جرج ادوارد در ساختن فیلم معروف آوای موسیقی (اشک‌ها و لبخندها) همکاری داشته و اعلام کرد که تصمیم دارد نسخه ایرانی آن فیلم را بسازد. اولین طعنهٔ آقانیکیان به قول جمال امید آرمان بود که سال قبل (۱۱۱۰) فیلم داماد جنگل را تهیه کنندگی کرده بود و حالا تمایل داشت بخت خود را در عرصه ساختهٔ نیز بیازماید. اسماعیلی با سرمایهٔ آرمان دست به ساختن فیلمی به نام سرنوشت زد، که از همان …
آوتیس به همراه همسرش مارلین در جنوب کالیفرنیا زندگی می‌کرد. او به عنوان دانشجوی سینما، در دانشگاه کالیفرنیای جنوبی تحصیل کرد و جایزه جورج کیوکر را از آن خود کرد. از سال ۲۰۱۴، او روی دومین رمان خود کار می‌کرد. اولین اثر منتشر شده او «هتل پارادایس: هیچ چیز آنطور که به نظر می‌رسد نیست» بود.
از جمله کارهای اولیه او به عنوان کارگردان می‌توان به فیلم «نامادری» در سال ۱۹۷۲ اشاره کرد، فیلمی که در آن [[الخاندرو ری] بازی می‌کرد. در سال ۱۹۷۴، او فیلم «معلم» را کارگردانی و تهیه کرد که در ۱۲ روز و در سراسر لس‌آنجلس با بودجه‌ای ۶۵٬۰۰۰ دلاری با استفاده از خانهٔ تهیه‌کنندگان سرمایه‌گذار، قایق خودش و استفادهٔ هوشمندانه از بخش تولید صنعتی متروکهٔ صنعتی (که بیشتر برای فیلمبرداری در لوکیشن استفاده می‌شد) در شرق لس‌آنجلس فیلمبرداری شد. این فیلم با بازی آنجل تامپکینز، جی نورث و آنتونی جیمز ساخته شد. در سال ۱۹۷۵، او فیلم «طبقه پنجم» فیلمی دربارهٔ یک خانم جوان که به بخش روان‌پزشکی به نام «طبقه کثیف» فرستاده می‌شود، را تهیه و کارگردانی کرد  که دایان هال و بو هاپکینز در آن بازی کردند. 
از دیگر فیلم‌هایی که او تهیه‌کننده یا کارگردان آنها بوده می‌توان به «مرده‌خانه»، «راه‌های جداگانه» و «آنها با آتش بازی می‌کنند» اشاره کرد.  کمپانی کراون اینترنشنال فیلم را منتشر کرد و «معلم» تا به امروز یک فیلم کالت محبوب باقی مانده است.
در سال ۲۰۰۷، فیلم او با نام «معلم» (The Teacher) به همراه فیلم «بلند شو» (The Pick Up) در قالب یک دی‌وی‌دی با عنوان «به گریندهاوس خوش آمدید: دو گناهکار تکان‌دهنده» (Welcome to the Grindhouse: Two Sinful Shockers) منتشر شد. در ماه مه ۲۰۱۲، فیلم ترسناک او با نام «مرده‌خانه» محصول ۱۹۸۳، به همراه ویژگی‌های خاص، با کیفیت اچ‌دی و مستر شده از نسخه اصلی اینتر-نگاتیو، به دی‌وی‌دی منتقل شد. این اثر توسط Scorpio Releasing با همکاری Camelot Entertainment منتشر شد.

## فیلم‌شناسی
- خداحافظ لبنان
- دشت سرخ
- سرنوشت (۱۳۴۶)
- آموزگار
- مرده‌شوی‌خانه